# Metody badania transportu anionów za pomocą syntetycznych transporterów
Transport anionów przez błonę biologiczną jest bardzo ważnym procesem biochemicznym. Przykładowo oddychanie komórkowe, czyli zachodzący w każdej komórce proces utleniania związków organicznych i wytwarzania energii, wymaga transportowania szeregu różnych anionów biorących w nim udział: wodorowęglanów, karboksylanów i fosforanów. Z kolei siarczany są jednymi z najczęściej występujących anionów w ludzkim osoczu oraz głównym źródłem siarki w wielu organizmach. Transportery anionów siarczanowych odgrywają zatem istotną rolę, ponieważ zaburzenia ich funkcji mogą być związane z różnymi chorobami. Jednak najczęściej badanymi anionami w tym kontekście są chlorki. Pomimo ogromnej ilości publikacji o nowych, coraz to bardziej skutecznych transporterach chlorków istnieje zauważalny niedosyt badań na temat transportu innych anionów, takich jak siarczany, wodorowęglany, fosforany organiczne czy aminokwasy. Prawdopodobnie przyczyną tego jest brak dogodnej metody badania innych anionów, niż chlorki. Mimo to naukowcy wciąż intensywnie badają różne związki chemiczne pod kątem ich zdolności do transportowania anionów. 
Otrzymane w laboratorium cząsteczki, które potrafią transportować aniony przez membrany lipofilowe (np. dwuwarstwy lipidowe w liposomyach) nazywają się syntetycznymi anionoforami. Wspomagany syntetycznymi związkami transport anionów przez błonę lipofilową może zachodzić według mechanizmów uniportu, symportu lub antyportu.

## Modelowe membrany lipofilowe
Najprostszą modelową lipofilową błoną do badań transportu anionów jest umieszczana w U-rurce (ang. U-tube) sekwencja: woda-rozpuszczalnik organiczny (najczęściej chloroform)-woda, tzw. błona ciekła (ang. bulk membrane). Bardziej złożoną i zbliżoną do błony biologicznej jest błona zbudowana z dwuwarstwy lipidowej. Do badań właściwości transportujących nowych syntetycznych transporterów anionów najczęściej są wykorzystywane sztuczne duże liposomy jednowarstwowe (ang. large unilamellar vesicles) - LUVs. Struktury te powstające samoistnie z lipidów. Wykorzystując różne techniki naukowcy potrafią regulować skład membrany, rozmiar liposomów, ich wielowarstwowość, a co najważniejsze - skład chemiczny fazy wodnej po obu stronach dwuwarstwy lipidowej. Synteza LUV-ów polega na zmieszaniu w odpowiedniej proporcji różnych lipidów. W badaniach transportu anionów są to najczęściej POPC (ang. 1-palmitoyl-2-oleoyl-sn-glycero-3-phosphocholine) i cholesterol, który usztywnia ciekłokrystaliczną membranę. W zależności od wybranej metody, na tym etapie można dodać również syntetyczny anionofor. 

Schemat liposomu zbudowanego z lipidów w roztworze wodnym.

Formowanie i wzrost liposomów zachodzi w roztworze wodnym badanego anionu (metoda elektrodowa), wskaźnika fluorescencyjnego (metoda wskaźnikowa) lub anionu i jonu paramagnetycznego (metoda NMR). Powstanie liposomów jednowarstwowych (jedna warstwa podwójnej błony lipidowej) jest możliwe dzięki zastosowaniu techniki sonikacji. Cykliczne zamrażanie (np. w ciekłym azocie) i topnienie zawiesiny liposomów również przyczyni się do uzyskanie jednowarstwowych pęcherzyków. 
Kilkudziesięciokrotne przepuszczanie zawiesiny przez poliwęglanowy filtr membranowy zapewni otrzymanie liposomów o pożądanym rozmiarze (np. 200 nm) i dość wąskim rozkładzie wielkości. 
W celu wymiany zewnętrznego roztworu stosuje się dializa lub chromatografia kolumnowa z wykorzystaniem Sephadex. Sephadex służy do rozdzielania cząsteczek na podstawie masy cząsteczkowej. Nanometrowe liposomy szybko schodzą na kolumnie, wtedy jak małe cząsteczki wskaźnika lub pozaliposomowe jony infiltrują w głąb fazy stacjonarnej, przez co schodzą z kolumny później. Eluentem jest wodny roztwór buforu lub soli sodowej przeciwanionu (np. NO3-). 

## Porównanie najczęściej stosowanych metod
Istnieją różne metody badania transportu anionów za pomocą syntetycznych anionoforów. Wśród nich najbardziej popularnymi metodami są:
|                                                                          | Metoda elektrodowa              | Metoda wskaźnikowa                                                          | Metoda NMR                                                                  |
| Jakie urządzenie jest wykorzystywane do uzyskania sygnału analitycznego? | Elektroda jonoselektywna        | Spektrofluorymetr                                                           | Spektrometr NMR                                                             |
| Gdzie się znajduje badany anion przed pomiarem?                          | Wewnątrz liposomów              | Wewnątrz lub jest dodawany na zewnątrz liposomów                            | Wewnątrz lub jest dodawany na zewnątrz liposomów                            |
| W jaki sposób syntetyczny transporter jest wprowadzany do membrany?      | Zewnętrznie, tuż przed pomiarem | Zewnętrznie, tuż przed pomiarem lub wewnętrznie na etapie syntezy liposomów | Zewnętrznie, tuż przed pomiarem lub wewnętrznie na etapie syntezy liposomów |
| Schemat:                                                                 |                                 |                                                                             |                                                                             |

## Wady i zalety różnych metod badania transportu anionów

### Metoda elektrodowa[5]
Różnorodność badanych anionów jest ograniczona dostępnością elektrody jonoselektywnej. Z tego względu badania transportu anionów za pomocą tej metody skupiają się wyłącznie wokół badań transportu chlorków. Zamknięte w liposomach aniony chlorkowe są niewidoczne dla elektrody selektywnej wobec Cl-, ale można je wykryć, jeśli zostaną przetransportowane do roztworu zewnętrznego po dodaniu do zawiesiny liposomów roztworu syntetycznego anionofora. Ta metoda jest bezpośrednia i technicznie prosta, ale można ją zastosować tylko do badań transportu anionów ze środka na zewnątrz pęcherzyków. Wadą tej metody jest również fakt, że nigdy nie wiadomo w jakim czasie i ile transportera wbudowało się w dwuwarstwę lipidową. 

### Metoda wskaźnikowa[6]

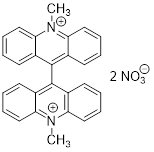
Lucygenina - wskaźnik fluorescencyjny

Jest to metoda, wykorzystującą wskaźnik fluorescencyjny, którego emisja zmienia się pod wpływem konkretnego anionu W tym przypadku wewnątrz liposomów zamyka się czuły na badany anion wskaźnik, a sam anion umieszcza się po drugiej stronie membrany. W obecności syntetycznego transportera następuje przeniesienie anionu do środowiska zawierającego wskaźnik, co powoduje zmianę intensywności fluorescencji. Najbardziej popularnym wskaźnikiem fluorescencyjnym w badaniach transportu chlorków jest lucygenina. 
W przypadku anionów innych, niż chlorki, naukowcy wykorzystują badania antyportu Cl-/NO3- zastępując azotany innym anionem. W ten sposób można śledzić antyport Cl-/A- pośrednio, monitorując tak naprawdę transport chlorków. Natomiast podczas interpretacji uzyskanych wyników należy zachować ostrożność. Pomiary pośrednie zawsze pozostawiają niepewność co do prawdziwych przyczyn obserwowanego sygnału. W najgorszym przypadku interesujący nas anion może w ogóle nie być zaangażowany w proces, który prowadzi do generowania sygnału (powstanie takiego sygnału może być np. spowodowane symportem H+lub kation/Cl-).

### Metoda NMR[7]
Alternatywną metodą badania transportu oksoanionów jest wykorzystanie spektroskopii NMR. Pozwala ona rozróżnić aniony wewnątrz i na zewnątrz pęcherzyków pod warunkiem, że po jednej stronie membrany znajduje się odpowiedni odczynnik przesunięcia chemicznego. Najczęściej w tym celu wykorzystuje się jony paramagnetyczne (np. Mn2+, Fe3+), które wpływają na rezonans jądrowy atomów badanych anionów (HCO3-, SO42-) po jednej stronie membrany. Jednak ze względu na długi czas pomiaru widm NMR w porównaniu z typowymi czasami transportu, metoda ta nie pozwala na otrzymanie wyników kinetycznych. Wadą metody NMR jest również wysoki koszt wzbogaconych izotopowo odczynników.